# Filip z Miłosławia
Filip z Miłosławia (ur. XIII wiek, zm. 1322 w Awinionie) – kanclerz wielkopolski, kanonik gnieźnieński.

## Życiorys
Urodził się w XIII wieku w Wielkopolsce. Był synem kasztelana biechowskiego Markusza Lutogniewica. Zdobył wykształcenie prawnicze, poświęcił się karierze duchownej. W 1309 będąc kanonikiem poznańskim został kanclerzem katedry poznańskiej i kanclerzem biskupa Andrzeja Zaremby. W 1314 książę Władysław Łokietek mianował go kanclerzem wielkopolskim, funkcję tę pełnił do śmierci. Od 1314 piastował też funkcję archidiakona poznańskiego i kanonika gnieźnieńskiego. Wysoko ceniono jego zdolności i wiedzę prawniczą. Był przedstawicielem Królestwa Polskiego w procesach z Zakonem Krzyżackim o Pomorze Gdańskie w Inowrocławiu i w Brześciu Kujawskim (1320–1321). Opracował akty oskarżenia przeciw zakonowi o bezprawne zagrabienie przez krzyżaków Pomorza. Bronił praw Polski do zagrabionych ziem, niejednokrotnie ostro polemizował z pełnomocnikami zakonu. W 1321 zabiegał w kurii papieskiej o zatwierdzenie wyroku sądu z 10 lutego 1321, który zobowiązywał Zakon Krzyżacki do zwrotu Pomorza Gdańskiego Polsce.
Zmarł 2 lutego 1322 w Awinionie.